# Andrei Pawlowitsch Kirilenko

Grabstein Kirilenkos auf dem Friedhof Trojekurowo in Moskau

Andrei Pawlowitsch Kirilenko (russisch Андрей Павлович Кириленко; * 26. Augustjul. / 8. September 1906greg. in Alexejewka; † 12. Mai 1990 in Moskau) war ein sowjetischer Politiker und langjähriges Mitglied des Politbüros der KPdSU.

## Biografie

### Ausbildung und Arbeit
Kirilenko war der Sohn eines Handwerkers. Er besuchte eine ländliche Schule und lernte den Beruf eines Elektrikers. Von 1925 bis 1929 arbeitete er in der Oblast Woronesch und in einer Mine im Donezbecken. Er trat 1929 dem Komsomol, der Jugendorganisation der Partei und 1931 der Kommunistischen Partei der Sowjetunion (KPdSU) bei. In den 1930er Jahren bis 1936 studierte er Flugzeugbau am Rybinsk Aviation Technology Institut. Kirilenko war von 1936 bis 1938 als Flugzeugingenieur in einem Flugzeugwerk in Saporischschja tätig.

### Aufstieg
Sein steiler Aufstieg als Funktionär führte über folgende Stationen: 1938 Zweiter Sekretär in Woroschilow, 1939 bis 1941 war er Rajkomsekretär, 1942 bis 1943 Mitglied des Militärausschusses der 18. Armee an der Südfront, 1943/44 bei einer Flugzeugfabrik in Moskau, 1944 bis 1947 Zweiter Obkomsekretär in der Oblast Saporischschja (Breschnew war hier 1946/47 Erster Obkomsekretär), 1947 bis 1950 dann Erster Obkomsekretär der Oblast Nikolajew und schließlich 1955 bis 1962 Erster Obkomsekretär der Oblast Swerdlowsk.
Er wurde schon zu seiner Zeit in der Ukraine von Chruschtschow stark gefördert, und so folgte sein Aufstieg in die Machtzentren der Partei: Ab 1956 Mitglied im Zentralkomitee (ZK) der KPdSU.

### Im Zentrum der Macht
Von 1957 bis 1962 war Kirilenko Kandidat des Politbüros der Partei und dann – für einige überraschend – vom 25. April 1962 bis zum 22. November 1982 Vollmitglied im höchsten politischen Gremium der UdSSR, dem Politbüro (von 1952 bis 1966 Präsidium genannt) der Kommunistischen Partei der Sowjetunion (KPdSU).
Von 1962 bis 1966 war er – wie das Politbüromitglied Woronow – auch Erster Stellvertretender Vorsitzender des Büros des ZK für die Russische SFSR. Von 1966 bis 1982 nahm er in der Schaltzentrale der Partei die Funktion eines Sekretärs des Zentralkomitees der KPdSU war.
Im Politbüro war er u. a. für den Maschinenbau und für Industriebelange zuständig. Er unterstützte Chruschtschow in seiner antistalinistischen Politik und er stärkte (1963) zunehmend seine Position gegen Woronow, einen Konkurrenten im Politbüro.
In dem Machtkampf von 1964, bei dem Chruschtschow sein Amt als Erster Sekretär des Politbüro verlor und Breschnew sein Nachfolger wurde, hatten sich die Positionen anderer Politbüromitglieder wie Suslow, Podgorny und Kossygin gestärkt. Kirilenko musste sich anpassen, behielt jedoch seine Funktion im Politbüro und wurde in enger Zusammenarbeit mit Breschnew einer der Mächtigsten in einer ansonsten jedoch nicht veränderungsfähigen Führungsspitze der UdSSR.
Alters- und krankheitsbedingt schied er 1982 aus seinen politischen Ämtern aus.

### Ehrungen
Kirilenko erhielt den Orden und Titel Held der sozialistischen Arbeit (2×), den Leninorden (6×) und den Orden der Oktoberrevolution.

## Werke
- Die Oktoberrevolution lebt in den Taten der Partei und des Volkes. APN-Verlag, Moskau 1973.